# Ballroomkultur
Ballroomkultur, ballroomscenen, the house system och the ballroom community är olika benämningar som beskriver en HBTQ-subkultur i USA där man tävlar vid tillställningar som kallas "Balls", det vill säga baler. Dessa tävlingar kan innebära att man på olika sätt visar upp sig, dansar eller tävlar i drag. De flesta som deltar i dessa baler tillhör grupperingar som kallas för "houses" (hus).
Husen, också kallade "familjer", är HBTQ-kollektiv som samlas under en "husmoder" (ibland en dragqueen eller transperson, eller en "husfar"). Bland de legendariska husen kan nämnas House of Garcon, House of Icon, House of Khanh, House of Evisu, House of Karan, House of Mizrahi, House of Xtravaganza, House of Ebony, House of Revlon, House of Prodigy, House of Escada, House of Omni, House of Princess, House of Aviance, House of Legacy, House of Magnifique, House of Milan, House of Infiniti, House of Pend'avis, House of LaBeija, House of McQueen, House of Ninja, House of Suarez och House of Andromeda med flera. 
"Legendarisk" är ett begrepp inom balkulturen som används om hus som har "levererat", det vill säga att de tävlat på catwalken under minst tjugo års tid. Huset Ninja grundades av Willi Ninja, som ses som voguens gudfader. Medlemmar av ett hus kallas för "barn", husfadern eller husmoderns söner och döttrar. Ibland byter dansare sitt officiella efternamn för att visa vilket hus de tillhör.